# Kodasoo
Kodasoo est un village de la paroisse de Kuusalu dans le Harjumaa en Estonie. Au 1er janvier 2012, sa population était de 62 habitants.